# Styrax ferrugineus
Styrax ferrugineus, é uma espécie de planta pertencente à família Styracaceae, nativa do cerrado brasileiro, que possui as mesmas características e propriedades do benjoeiro (Styrax benzoin), uma árvore decídua nativa da ilha indonésia de Sumatra.
A árvore não é endêmica do Brasil, sendo encontrada nas regiões Centro-Oeste, Sudeste e Sul nos seguintes tipos de Vegetação: Campo Limpo, Campo Rupestre, Cerrado (lato sensu), Floresta Ciliar ou Galeria e Floresta Estacional Semidecidual.
As pétalas das flores são de coloração branca/creme com 10 estames. O Fruto é do tipo drupa de indumento tomentoso.